# Jean-Henri Tugnot de Lanoye
Jean-Henri Tugnot de Lanoye (* 24. Juni 1744 in Dommartin-sur-Vraine, Vogesen; † 25. August 1804 in Auvet) war ein französischer Brigadegeneral der Revolutionskriege. Er war der Sohn von Henry Tugnot und Jeanne Deville. Er heiratete Claude-Françoise Parisot am 17. Juli 1766 in Membrey. 

## Leben
Er trat 1756 als Leutnant in den Dienst des königlichen Grenadierregiments des Camus, wo sein Vater und drei seiner Onkel Hauptmann waren. Er nahm mit diesem Korps am Siebenjährigen Krieg teil und zeichnete sich bei der Weserüberquerung am 16. Juli 1757 und bei der Einnahme von Kassel aus. Im Jahr 1763 wurde er zum Hauptmann im Provinzbataillon Toul ernannt, dem er 1782 auf die Inseln Ré und Oléron folgte, und 1783 wurde er zum Ritter von Saint-Louis ernannt.
Am 30. September 1791 wurde er zum Oberstleutnant gewählt, der das 4. Freiwilligenbataillon der Haute-Saône befehligte, und diente von 1792 bis 1794 in der Armee des Departements Moselle. Am 8. März 1793 wurde er zum Oberst im Infanterieregiment der 8. Linie ernannt, und am darauf folgenden 5. Juni übernahm er das Kommando über den Place de Longwy, wo ihn die jakobinische Gesellschaft als Royalisten denunzierte. Er wurde verhaftet, dann freigelassen und trat mit seinem Regiment in die Armee der Mosel ein.
Am 29. April 1794 wurde er vom Missionsvertreter Élie Lacoste zum provisorischen Brigadegeneral befördert und am 23. Juli 1794 wurde er zum Kommandeur der 3. und 4. militärischen Divisionen der Moselarmee berufen. Er nahm an der Einnahme von Trier am 8. August 1794 sowie an der Schlacht am Grünen Berg teil.
Am 4. Januar 1795 kommandierte er die 2. Brigade der Division von General Desaix bei der Belagerung von Mainz, dann am 20. März 1795 in der Armée de la Moselle. Im Juni 1795 wurde er zum stellvertretenden Kommandeur der 3. und 4. Militärdivision in Metz ernannt, und am 13. Juni wurde er nicht in die Neuorganisation der Stäbe einbezogen. Am 1. September 1795 wurde er in Reformurlaub geschickt, und am darauf folgenden 5. Oktober beteiligte er sich aktiv an der Niederschlagung der Unruhen während des Royalistenaufstandes vom 13. Vendémiaire-Jahr IV.
Am 8. Oktober 1795 wurde er als Brigadekommandant wieder in den aktiven Dienst aufgenommen, und am 15. Oktober erhielt er seinen Rang als Brigadegeneral zurück. Am 20. Oktober 1795 übernahm er das Kommando über den Place de Metz und wurde am 1. November 1796 der Reform übergeben.
Am 13. Juni 1797 wurde er zum zeitweiligen Kommando des Place de Douai zurückgerufen, am 12. Oktober befehligte er dann das Departement Nord. Am 10. Februar 1799 wurde er der 24. Militärdivision in Brügge zugeteilt, dann als zweiter Kommandant der Abteilungen Lys und Escaut. Am 14. Dezember 1801 wurde er außer Dienst gestellt, und am 8. September 1802 wurde er in den Ruhestand versetzt.
Er starb am 25. August 1804 in Auvet.